# Centropyge narcosis
Centropyge narcosis е вид бодлоперка от семейство Pomacanthidae. Видът не е застрашен от изчезване.

## Разпространение и местообитание
Разпространен е на Острови Кук.
Обитава морета и рифове в райони с тропически климат. Среща се на дълбочина от 100 до 128 m.

## Описание
На дължина достигат до 5,5 cm.
Популацията на вида е стабилна.